# Pseudosymblepharis duriuscula
Pseudosymblepharis duriuscula là một loài rêu trong họ Pottiaceae. Loài này được (Mitt.) P.C. Chen mô tả khoa học đầu tiên năm 1941.